# Sport Club Internacional
Sport Club Internacional (normalt bare kendt som Internacional) er en brasiliansk fodboldklub fra byen Porto Alegre i Rio Grande do Sul-provinsen. Klubben spiller i landets bedste liga, Campeonato Brasileiro, og har hjemmebane på Estádio Beira-Rio. Klubben blev grundlagt den 4. april 1909, og har siden da vundet tre mesterskaber, én pokaltitel, og i 2006 både Copa Libertadores og VM for klubhold.

## Titler
- Campeonato Brasiliero (3): 1975, 1976 og 1979

- Brasiliansk Pokalturnering (1): 1992

- Copa Libertadores (2): 2006 og 2010

- VM for klubhold (1): 2006

## Kendte spillere
- Branco
- Carlos Dunga
- Daniel Carvalho
- Lúcio
- Claudio Taffarel
- Falcão
- Andrés D'Alessandro
- Sergio Goycochea
- Diego Gavilán
- Alexandre Pato
- Alisson

## Danske spillere
- Ingen